# Desigualdad de Ptolomeo

Cuatro puntos y sus seis distancias. Los puntos no son co-circulares, por lo que la desigualdad de Ptolomeo es estricta para estos puntos

En geometría euclídea, la desigualdad de Ptolomeo relaciona las seis distancias determinadas por cuatro puntos en el plano o en un espacio de dimensiones superiores. Establece que, para cuatro puntos A, B, C y D, se cumple la siguiente desigualdad: 
{\displaystyle {\overline {AB}}\cdot {\overline {CD}}+{\overline {BC}}\cdot {\overline {DA}}\geq {\overline {AC}}\cdot {\overline {BD}}.}
Esta expresión lleva el nombre del astrónomo y matemático griego Ptolomeo. 
Los cuatro puntos se pueden ordenar de tres maneras distintas (contando las inversiones como casos repetidos), para formar tres cuadriláteros diferentes, para cada uno de los cuales la suma de los productos de lados opuestos es al menos tan grande como el producto de las diagonales. Por lo tanto, los tres términos del producto en la desigualdad se pueden permutar aditivamente para colocar a cualquiera de ellos en el lado derecho de la desigualdad, por lo que los tres productos de lados opuestos o de diagonales de cualquiera de los cuadriláteros deben obedecer a la desigualdad del triángulo.
Como caso especial, el teorema de Ptolomeo establece que la desigualdad se convierte en igualdad cuando los cuatro puntos se encuentran en orden cíclico sobre una circunferencia. El otro caso de igualdad ocurre cuando los cuatro puntos son colineales y están en orden. La desigualdad no se generaliza desde espacios euclídeos a espacios métricos arbitrarios. Los espacios donde esta relación sigue siendo válida se denominan espacios ptolemaicos; entre los que se incluyen los espacios con producto interno, los espacios de Hadamard y las distancias de camino más cortas en los grafos ptolemaicos. 

## Suposiciones y consecuencias
La desigualdad de Ptolomeo a menudo se establece para un caso especial, en el que los cuatro puntos son los vértices de un cuadrilátero convexo, dados en orden cíclico. Sin embargo, el teorema se aplica más generalmente a cuatro puntos cualesquiera; y no es necesario que el cuadrilátero que formen sea convexo, simple o incluso plano. 
Para los puntos en el plano, la desigualdad de Ptolomeo puede deducirse de la desigualdad del triángulo mediante una inversión centrada en uno de los cuatro puntos. Alternativamente, puede deducirse interpretando los cuatro puntos como números complejos, utilizando la identidad de números complejos 
{\displaystyle (A-B)(C-D)+(B-C)(A-D)=(A-C)(B-D)}
para construir un triángulo cuyas longitudes de los lados son los productos de los lados del cuadrilátero dado, y aplicando la desigualdad del triángulo a este triángulo. También se pueden ver los puntos como pertenecientes a la línea proyectiva compleja, expresando la desigualdad en la forma en que los valores absolutos de dos razones cruzadas de los puntos suman al menos uno, y deducir esto del hecho de que la suma de las propias relaciones cruzadas es exactamente uno.
Una prueba de la desigualdad para los puntos en el espacio tridimensional puede reducirse al caso plano, al observar que para cualquier cuadrilátero no plano, es posible rotar uno de los puntos alrededor de la diagonal hasta que el cuadrilátero se vuelva plano, aumentando la longitud de la otra diagonal y manteniendo constantes las otras cinco distancias. En espacios de dimensión superior a tres, cualquiera de los cuatro puntos se encuentra en un subespacio tridimensional, y se puede usar la misma prueba tridimensional. 

## Cuatro puntos cíclicos
Para cuatro puntos en orden alrededor de una circunferencia, la desigualdad de Ptolomeo se convierte en una igualdad, conocida como el teorema de Ptolomeo: 
{\displaystyle {\overline {AB}}\cdot {\overline {CD}}+{\overline {BC}}\cdot {\overline {DA}}={\overline {AC}}\cdot {\overline {BD}}.}
En la prueba basada en la inversión de la desigualdad de Ptolomeo, la transformación de cuatro puntos co-circulares por una inversión centrada en uno de ellos hace que los otros tres se vuelvan colineales, por lo que la igualdad del triángulo para estos tres puntos (de los cuales puede derivarse la desigualdad de Ptolomeo) se convierte en igualdad. Para cualesquiera otros cuatro puntos, la desigualdad de Ptolomeo es estricta. 

## En espacios métricos generales

Un grafo de un ciclo en el que las distancias desobedecen la desigualdad de Ptolomeo

La desigualdad de Ptolomeo se mantiene de manera más general en cualquier espacio con producto interno, y siempre que sea cierto para un espacio vectorial normado real, ese espacio debe poseer un producto interno.
Para otros tipos de espacio métrico, la desigualdad puede o no ser válida. Un espacio en el que se verifica la desigualdad se llama Ptolemaico. Por ejemplo, considérese el grafo de un ciclo de cuatro vértices que se muestra en la figura, con todas las longitudes de borde iguales a 1. La suma de los productos de lados opuestos es 2. Sin embargo, los vértices diagonalmente opuestos están a una distancia de 2 entre sí, por lo que el producto de las diagonales es 4, más grande que la suma de los productos de los lados. Por lo tanto, las distancias del camino más corto en este gráfico no son ptolemaicas. Los gráficos en los que las distancias obedecen a la desigualdad de Ptolomeo se denominan grafos ptolemaicos y tienen una estructura restringida en comparación con los grafos arbitrarios; en particular, no permiten ciclos inducidos de longitud mayor que tres, como el que se muestra.
Los espacios ptolemaicos incluyen todos los espacios CAT (0) y en particular todos los espacios de Hadamard. Si una variedad riemanniana completa es ptolemaica, es necesariamente un espacio de Hadamard.